# بني سلمان (عين مديونة)
بني سلمان هي إحدى مشيخات المملكة المغربية، تتبع جغرافيا لإقليم تاونات وإداريًا لعين مديونة. يقدر عدد سكانها بـ 3572 نسمة حسب الإحصاء الرسمي للسكان والسكنى لسنة 2004.